# Triethoxyvinylsilan
Triethoxyvinylsilan ist eine chemische Verbindung aus der Gruppe der Siliciumorganische Verbindungen und Alkyloxysilane.

## Gewinnung und Darstellung
Triethoxyvinylsilan kann durch Hydrosilierung von Polymethylhydrosiloxan gewonnen werden.

## Eigenschaften
Die Verbindung ist eine farblose Flüssigkeit mit fruchtigem Geruch, die sich in Wasser zersetzt.

## Verwendung
Triethoxyvinylsilan wird als Klebstoff für Glasobjektträger verwendet. Es wirkt als Haftvermittler auf anorganische Substanzen, die zu Polymeren vermischt sind, die als Haftvermittler, Vernetzer und Oberflächenmodifikatoren wirken. Außerdem wird es zur Herstellung von Polymeren verwendet.

## Sicherheitshinweise
Die Dämpfe von Triethoxyvinylsilan können mit Luft ein explosionsfähiges Gemisch (Flammpunkt 38 °C, Zündtemperatur 265 °C) bilden.